# Sergi Rodríguez López-Ros
Sergi Rodríguez López-Ros   (Barcelona, 21 de novembre de 1970) és un periodista, filòsof i historiador català.

## Biografia
Va graduar-se a la Universitat Autònoma de Barcelona i es va doctorar a la Universitat Ramon Llull.
Com a membre del Servei exterior, va participar en els acords bilaterals de l'Instituto Cervantes entre Espanya i la Santa Seu, Itàlia, San Marino i el Sobirà Orde de Malta. A través de l'ambaixador dels Països Baixos davant la Santa Seu, Jaume de Borbó-Parma i Orange-Nassau, va contribuir al trasllat del bastó de comandament de Guillem I d'Orange-Nassau. El 2016 va descobrir la tomba del cardenal Joan Margarit i Pau a Santa Maria del Popolo de Roma.
El 2020 fou nomenat acadèmic correspondent de la Reial Acadèmia de la Història i, el 2021, acadèmic estranger de l'Acadèmia de Ciències de Bolonya. És vicerrector de la Universitat Abat Oliba CEU de Barcelona i membre de la Comissió Permanent de la Xarxa Vives d'Universitats. També va ser sotscap de premsa a l'Institut Municipal d'Educació de l'Ajuntament de Barcelona, redactor fundador de l'Agència Catalana de Notícies i cap de premsa de l'arxidiòcesi de Barcelona. Ha format part del GRIC (Groupe de Recherche Islamo-Chretien), amb seu a París.

## Fites
Entre les fites de recerca destaquen la formulació de la definició d’identitat gitana, la localització de quatre documents inèdits i la tomba (1484) del tractadista renaixentista Joan Margarit, la localització de l’antiga Jueria d’Alcañices (1484-1719), la localització de les cadenes arrabassades per Carles V a la Jornada de Tunis (1535), la localització del bastó de comandament de Willem van Oranje (1574), del llibre ‘‘Cartas para el ejercicio de la oración mental’’ (1676) de Miguel de Molinos decomissat per la Inquisició, el procés inèdit contra el Orden Constantiniana a Sevilla (1708-1711), la descodificació de la regalia del ‘‘Retrato del Infante Don Carlos’’ (1731) del Palacio Real de La Granja, la primera biografia del militar antinapoleònic Pablo Muñoz de la Morena (1769-1848), la primera biografia del fundador de l’associacionisme obrer catòlic Carlo Gastini (1833-1902),la primera biografia de Ángel Rodríguez de Prada, únic espanyol director de l'Observatori Vaticà (1859-1935), el descobriment de l'agermanament entre els regiments The Royal Lancers británico y Arapiles espanyol (1908) i de la tomba de la poeta avantguardista Margarita Ferreras (1964), així com el primer recull de mesures europees antiracistes contra el poble gitano (1997), l'estudi de viabilitat per a la creació del European Monitoring Centre on Racism and Xenophobia (1996), la localització de gitanos de Catalunya compensables per la Swiss Bankers Association per haver estat emprats per la força per empreses durant el nazisme (2000), l'obertura del primer centre de docència del castellà a Albània (2012), l'organització del primer cicle acadèmic sobre els vincles d'Espanya i l'Sovirà Orde de Malta (2013) i la signatura dels primers acords d'Estat en matèria acadèmica entre Espanya i l'Vaticà (2014).